# Ramusenti
Ramusenti ókori egyiptomi hivatalnok volt, a felső-egyiptomi 16. nomosz, Ma-hedzs kormányzója. Egyedül díszes Beni Haszán-i sírjából (BH 27) ismert. Pontosan nem tudni, mikor élt, de nagy valószínűséggel a XI. dinasztia idején.
A sírban több felirat is említi Ramusenti nevét és címeit. Ramusenti „Ma-hedzs nomosz nagy ura” (azaz helyi kormányzó) volt, emellett viselte a nemesember, hati-aa, „királyi pecsétőr”, „egyetlen barát”, „a király ismerőse”, „a kamrában lévő”, „a Nehenhez tartozó” és a „Neheb ura” Családjáról nem sokat tudni, de III. Baket helyi kormányzónak, akit a BH 15 sírba temettek el, a szülei neve Ramusenti és Hoteperau; lehetséges, hogy a két Ramusenti ugyanaz a személy, és fia követte pozíciójában.
Ramusenti sírjának díszítése nem maradt fenn jó állapotban, és nem publikálták teljes egészében. A modern korban rosszul rekonstruálták falfestményeit, ezzel kárt tettek bennük.

## Fordítás
- Ez a szócikk részben vagy egészben  a   Ramushenti című angol Wikipédia-szócikk ezen változatának fordításán alapul.  Az eredeti cikk szerkesztőit annak laptörténete sorolja fel. Ez a jelzés csupán a megfogalmazás eredetét és a szerzői jogokat jelzi, nem szolgál a cikkben szereplő információk forrásmegjelöléseként.